# 基德尼島

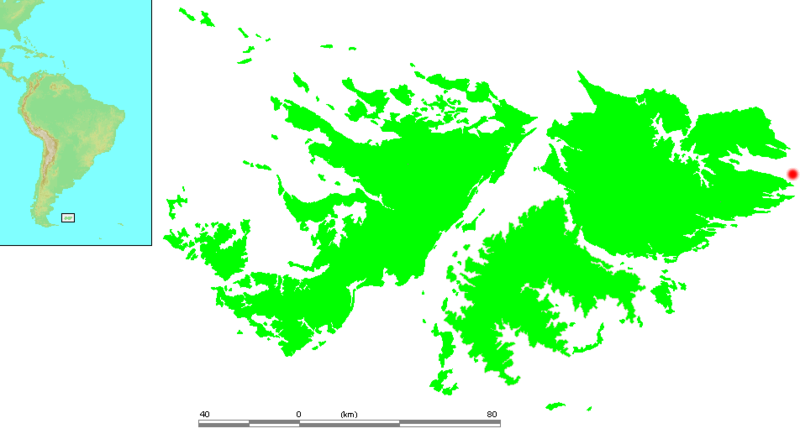

基德尼島是英國海外領土福克蘭群島的島嶼，位於索萊達島以東，面積0.33平方公里，是巴布亞企鵝、麥哲倫企鵝、國王企鵝和海獅的棲息地。
51°37′S 57°45′W / 51.617°S 57.750°W